# メモリアル (中村雅俊のアルバム)
『メモリアル』は、1981年12月5日にリリースされた中村雅俊の3枚目のベスト・アルバム。

## 解説
「ふれあい」（1974年）、「いつか街で会ったなら」・「俺たちの旅」（1975年）、「心の色」（1982年）などの中村の代表曲・大ヒット曲が多数収録されている。
オリコンチャート2週連続1位を獲得した。

## 収録曲

### SIDE 1
1. ふれあい（3分28秒）
  - 作詞:山川啓介／作曲:いずみたく／編曲:大柿隆
  - NTV系「われら青春!」挿入歌
2. 白い寫眞館（3分49分）
  - 作詞:伊藤アキラ／作曲・編曲:クニ河内
  - NTV系「つくし誰の子」挿入歌
3. いつか街で会ったなら（2分53秒）
  - 作詞:喜多條忠／作曲:吉田拓郎／編曲:チト河内
  - NTV系「俺たちの勲章」挿入歌
4. 俺たちの旅（4分07秒）
  - 作詞・作曲:小椋佳／編曲:チト河内
  - NTV系「俺たちの旅」主題歌
5. 俺たちの祭（4分32秒）
  - 作詞・作曲:小椋佳／編曲:チト河内
  - NTV系「俺たちの祭」主題歌
6. 青春試考（3分27秒）
  - 作詞:松本隆／作曲:吉田拓郎／編曲:馬飼野康二
  - NTV系「青春ド真中!」主題歌

### SIDE 2
1. 時代遅れの恋人たち（3分12秒）
  - 作詞:山川啓介／作曲:筒美京平／編曲:大村雅朗
  - NTV系「ゆうひが丘の総理大臣」主題歌
2. 日時計（3分44秒）
  - 作詞・作曲:呉田軽穂／編曲:松任谷正隆
  - NTV系「ゆうひが丘の総理大臣」挿入歌
3. 激しさは愛（4分22秒）
  - 作詞・作曲:円広志／編曲:瀬尾一三
  - フジテレビ系「われら行動派!」主題歌
4. マーマレードの朝（3分40秒）
  - 作詞・作曲:桑田佳祐／編曲:新田一郎
  - 角川春樹事務所,東映提携作品・東映配給映画「ニッポン警視庁の恥といわれた二人 刑事珍道中」主題歌
5. 表通りは欅通り（3分13秒）
  - 作詞:東海林良／作曲:鈴木キサブロー／編曲:大村雅朗
  - NTV系「俺はおまわり君」主題歌
6. 心の色（4分31秒）
  - 作詞:大津あきら／作曲:木森敏之／編曲:川村栄二
  - TBS系「われら動物家族」挿入歌

## 発売履歴
| 発売日        | 規格 | 規格品番  | 備考 |
| ------------- | ---- | --------- | ---- |
| 1981年12月5日 | LP   | AX-7347   |      |
| 1981年12月5日 | CT   | CAY-1232  |      |
| 1990年7月21日 | CD   | COCA-6525 |      |